# Voglers choral-Bok
Voglers choral-Bok gavs ut år 1799 av Georg Joseph Vogler och dess fulla titel var Choral-Bok af 90 Melodier till 260 Svenska Psalmer jemte Organist-Scholans Andra del, Som Förklaring. 

## Övrigt
I avhandlingen Dödshugget mot vår nationella tonkonst av Anders Dillmar omtalas ett exemplar av den hanskrivna koralboken som varit ägd av organisten B Ström, med inledningsorden: "Dän allvarsamma och Wördnadsfulla Choralmusik, att höja sin Röst med Tankor till Skaparens Lof är dän bästa Coral jag känner fast ej för bönder. B.Ström" och sist: "Den Vördnads Värda Coral musik af abbé Vogler. Som af många orgelnister ej Rätt kan spelas. Dänna Coral är bäst af alla jag känner, fast ej Passande för bond öron. 1800"